# Barranc d'Esplugafreda
Barranc d'Esplugafreda är ett vattendrag i Spanien.   Det ligger i regionen Aragonien, i den nordöstra delen av landet, 400 km nordost om huvudstaden Madrid.